# ارنستو دیاز اسپینوزا
ارنستو دیاز اسپینوزا (به انگلیسی: Ernesto Díaz Espinoza) (متولد ۱۰ ژوئن ۱۹۷۸ در سانتیاگو، شیلی) تدوینگر، کارگردان و نویسنده شیلیایی است که بیشتر به خاطر فیلم‌هایش «کیلترو» (۲۰۰۶)، «میراژمن» (۲۰۰۷)، «الفبای مرگ» (۲۰۱۲)، «نجات دهنده» (۲۰۱۴)، «مشت کندور» (۲۰۲۳) و شیطان (۲۰۲۵) شناخته می‌شود.